# ریگ (ویرجینیای غربی)
ریگ (به انگلیسی: Rig) یک منطقهٔ مسکونی در ایالات متحده آمریکا است که در شهرستان هاردی، ویرجینیای غربی واقع شده‌است.